# Liriomyza brassicae
Mouche mineuse du chou
Espèce
Synonymes
- Liriomyza bulnesiae Spencer, 1963[1]
- Liriomyza cruciferarum Hering, 1927[1]
- Liriomyza hawaiiensis Frick, 1952[2]
- Liriomyza ornephila Garg, 1971[2]
- Oscinis brassicae Riley, 1885[2]
- Phytomyza mitis Curran, 1931[2]

Liriomyza brassicae, qui a pour nom commun Mouche mineuse du chou, est une espèce de diptère de la famille des Agromyzidae.

## Description
Liriomyza brassicae a un mésonotum noir brillant et les orbites fréquemment assombries, tous les segments antennaires sont jaunes.

## Cycle de vie
Le cycle de vie de la mouche dure jusqu'à 21 jours. Il pond ses œufs dans l'épiderme des feuilles des plantes hôtes. Les asticots éclosent en quatre jours. Ils sont jaunes ou verts et ont trois stades. Il émerge de la chrysalide à l'âge adulte.

## Répartition
Cette espèce est présente dans les régions tropicales et tempérées des Amériques, des Antilles, d'Afrique, d'Asie et des îles des océans Indien et Pacifique, mais elle est introduite dans des pays d'Europe

## Parasitologie
Les asticots sont des mineuses des feuilles des plantes de la famille des Brassicaceae. Ils se nourrissent du mésophylle des feuilles. Les couloirs qu'ils dessinent sont irréguliers, de couleur blanche ou verdâtre. Une seule mine n'est pas perceptible, mais un grand groupe d'asticots peut manger une feuille entière nue. Les plantes adultes sont peu affectées, mais les jeunes plantes peuvent s'affaiblir ou mourir.
L'asticot mine les plantes des espèces Barbarea, Brassica juncea, Brassica napus, Brassica oleracea, Brassica  rapa, Bunias, Cakile maritima, Capparis spinosa, Cardamine kitaibelii (sv), Lepidium draba, Cleome, Diplotaxis erucoides, Eruca, Erysimum cheiri, Hirschfeldia incana, Isatis, Lepidium, Matthiola, Moricandia arvensis, Raphanus raphanistrum, Reseda lutea, Sisymbrium loeselii, Sisymbrium officinale, Sisymbrium orientale (de), Sisymbrium strictissimum (de), Sisymbrium volgense (de), Tropaeolum majus.

## Dans la culture populaire
La chanson Outdoor Miner du groupe de rock britannique Wire est inspirée par la fascination du co-auteur Graham Lewis pour cet insecte et détaille son cycle de vie.